# Volksrepubliek Kampuchea
De Volksrepubliek Kampuchea (Khmer: សាធារណរដ្ឋប្រជាមានិតកម្ពុជា) werd in 1979 opgericht door het Front Uni National pour le Salut du Kampuchea toen deze, met behulp van het Vietnamese Volksleger, het door Pol Pot en zijn Rode Khmer geleide Democratisch Kampuchea had verslagen. Internationaal kreeg de Volksrepubliek Kampuchea echter maar weinig erkenning. De meeste landen bleven het bewind van Pol Pot erkennen en ook binnen de Verenigde Naties bleef Cambodja (Kampuchea) vertegenwoordigd door Democratisch Kampuchea. De belangrijkste bondgenoten van de Volksrepubliek Kampuchea waren Vietnam en de Sovjet-Unie. In 1989 werd de naam van het land gewijzigd in de Staat Cambodja. 
Tussen 1979 en 1989 was de Revolutionaire Volkspartij van Kampuchea de enige toegestane partij. 